# Brigid Kosgei
Brigid Jepchirchir Kosgei (20 februari 1994) is een Keniaanse marathonloopster. Op deze afstand was zij van oktober 2019 tot september 2023 houdster van het wereldrecord. Van de zes tot de World Marathon Majors behorende marathons zegevierde zij er in twee tweemaal: de Chicago Marathon in 2018 en 2019 en de marathon van Londen in 2019 en 2020.

## Loopbaan

### Jeugd en eerste successen
Kosgei komt uit een gezin van in totaal zeven kinderen en groeide op in Elgeyo-Marakwet County. Zij begon op zeventienjarige leeftijd met hardlopen, samen met haar toenmalige vriend en tegenwoordige echtgenoot Matthew Kosgei. In 2015 maakte ze haar debuut op de marathon van Porto, die zij won. Een jaar later won ze de marathon van Milaan.

### Focus op World Major Marathons
Vanaf 2017 nam Kosgei deel aan de World Major Marathons. Een achtste plaats tijdens de Boston Marathon werd later dat jaar gevolgd door een tweede plaats tijdens de Chicago Marathon. In 2018 liep ze naar een tweede plaats in de marathon van Londen in een persoonlijk record van 2:20.13. In oktober dat jaar won ze in Chicago haar eerste grote marathon in een tijd van 2:18.35. Zes maanden later nam ze wederom deel aan de marathon van Londen en ditmaal was ze de winnares van de 2019 editie in 2:18.20.

### Wereldrecord
In oktober 2019 won Kosgei in een wereldrecordtijd van 2:14.04 de Chicago Marathon en onttroonde daarmee Paula Radcliffe, die al sinds 2003 het wereldrecord in handen hield. In februari 2020 beëindigde zij in Ras al-Khaimah de halve marathon in 1:04.49. Dat was binnen het bestaande wereldrecord van 1:04.51. De Ethiopische Ababel Yeshaneh deed dat echter ook; voor haar werd zelfs 1:04.31 geklokt en dus werd de Ethiopische de nieuwe wereldrecordhoudster en hield Kosgei er 'slechts' een nationaal record aan over.

### Hardlopen in coronatijd
Daarna werd het hele wedstrijdseizoen ontregeld door de coronapandemie. Hierdoor zag Kosgei pas in september kans om weer in actie te komen, toen de organisatie van de Memorial Van Damme in Brussel een aangepast, coronaproof wedstrijdprogramma wist te presenteren, met daarin opgenomen een uurloop voor mannen en vrouwen, waarin met succes een aanval werd gedaan op de beide wereldrecords. Bij de vrouwen leverde Kosgei een lang gevecht met Sifan Hassan, die pas in de laatste minuut werd beslecht in het voordeel van de Nederlandse. Die liet een afstand van 18.930 meter voor zich optekenen, ruim 400 meter verder dan het wereldrecord van Dire Tune, die in 2008 tot 18.517 m was gekomen. Zuur voor de als tweede, eveneens voorbij het oude record finishende, Kosgei was dat zij werd gediskwalificeerd, omdat zij tijdens de wedstrijd een voetstap op de binnenrand van de baan had gezet. Dat het ondanks deze tegenslag met haar vorm wel goed zat bewees de Keniaanse een maand later, toen zij de van april naar oktober verschoven marathon van Londen wist te winnen in een tijd van 2:18.58. De wedstrijd vond vanwege de coronacrisis op een aangepast parcours, zonder publiek en onder slechte weersomstandigheden plaats.

## Persoonlijke records
| Onderdeel      | Prestatie                | Datum            | Plaats         |
| -------------- | ------------------------ | ---------------- | -------------- |
| 5 km           | 15.13                    | 19 mei 2019      | Lissabon       |
| 15 km          | 48.54                    | 31 december 2019 | São Paulo      |
| halve marathon | 1:04.49 (NR)             | 21 februari 2020 | Ras al-Khaimah |
| marathon       | 2:14.04 (ex-WR gem.; NR) | 13 oktober 2019  | Chicago        |

## Palmares

### uurloop
Diamond League-resultaten
- 2020: DQ Memorial Van Damme

### 10 km
- 2016:  San Silvestre Vallecana - 32.07

### halve marathon
- 2017:  halve marathon van Bogota - 1:12.16
- 2019:  Great North Run - 1:04.28
- 2020:  halve marathon van Ras al-Khaimah - 1:04.49 (NR)
- 2023: 4e halve marathon van Ras al-Khaimah - 1:06.34

### marathon
- 2015:  marathon van Porto - 2:47.59
- 2016:  marathon van Milaan - 2:27.45
- 2016:  marathon van Lissabon - 2:24.45
- 2016:  marathon van Honolulu - 2:31.11
- 2017: 8e Boston Marathon - 2:31.48
- 2017:  Chicago Marathon - 2:20.22
- 2017:  marathon van Honolulu - 2:22.15
- 2018:  marathon van Londen - 2:20.13
- 2018:  Chicago Marathon - 2:18.35
- 2019:  marathon van Londen - 2:18.20
- 2019:  Chicago Marathon - 2:14.04 (WR gem.)
- 2020:  marathon van Londen - 2:18.58